# Erik Chambert
Erik Gerhard Chambert, född 17 december 1902 i Norrköping, död 13 juni 1988 i samma stad, var en svensk möbelarkitekt, inredningsarkitekt, formgivare och konstnär. Hans formgivning har beskrivits som "mänsklig funktionalism". Han inledde sin verksamhet som konstnär på 1940-talet och låg här nära den konkreta konsten.

## Biografi

### Möbler, inredning, formgivning
Fadern Axel Chambert var snickarmästare och startade AB Chamberts möbelfabrik i Norrköping 1883. Modern hette som ogift Ida Westerlund. Erik gifte sig 1939 med konstnären och teckningsläraren Inga Stiberg, och de fick barnen Christian, Fredrik och Maria. På 1920-talet hade Chamberts möbelfabrik utvecklat en modern fabrik med elektrisk drift. Erik Chambert var en av de första inredningsarkitekterna som 1925 utexaminerades från Högre Konstindustriella Skolan (numera Konstfack) i Stockholm. Dessförinnan hade han 1922 fått silvermedalj för sitt gesällprov som snickare. Tillsammans med brodern och snickarmästaren Otto Chambert drev han familjeföretaget AB Chamberts möbelfabrik, där han var den konstnärlige ledaren. Han fick sitt stora genombrott på Stockholmsutställningen 1930, genom inredning av en lägenhet ritad av Norrköpings stadsarkitekt Kurt von Schmalensee där en elegant vilstol med rödlackerade armstöd i stål, som placerats på en entresol, drog till sig uppmärksamhet. Hans tidigaste möbelarbeten var präglade av 20-talsklassicism.
Genom studieresor till Italien 1928 och England, Frankrike och Tyskland 1932 kom Erik Chambert i kontakt med Bauhaus-tänkandet och art concret. Han skapade därefter möbler i en stramare och enklare funktionalistisk stil, som gjorde ett ljust och sobert intryck. Som möbelarkitekt deltog Erik Chambert och AB Chamberts möbelfabrik i flera viktiga internationella utställningar: världsutställningarna i Chicago 1933, i Bryssel 1935 och Paris 1937, den internationella hantverksutställningen i Berlin 1938 och världsutställningen i  New York 1939. På Nationalmuseum visades 1993 en utställning med möbler av Bruno Mathsson, Erik Chambert, John Kandell och Jonas Bolin. Han fick som möbel- och inredningsarkitekt möjlighet att ge uttryck för sitt konstnärliga skapande genom blomstermålningar och intarsiainläggningar på möbler. Han ritade 1945 intarsiaskåpet Livets vågskål, som numera finns på Nationalmuseum. Dekupör var Manne Manning.
Som inredningsarkitekt fick Erik Chambert ett antal uppdrag för offentliga miljöer och privathem. De flesta beställningarna gjordes av institutioner och företag i Norrköpingstrakten, men även Haga slott och Tessinska palatset hörde genom Byggnadsstyrelsen till kunderna. Förutom att formge möbler färgsatte han väggar och ritade tyger ibland för specifik användning. Han samarbetade bland annat med Jobs Handtryck och Tabergs Yllefabrik. AB Chamberts möbelfabrik lades ner 1979, och firmans arkiv finns på Norrköpings stadsmuseum.

### Konstnärskap
Från slutet av 1930-talet målade Erik Chambert gouacher med fragment från verkligheten och böljande former. Han debuterade 1943 på Liljevalchs höstsalong och var därefter flera gånger representerad på Liljevalchs salonger. På 1950-talet målade Erik Chambert helt abstrakt. 1960 övergick han från gouache till att använda oljefärger. 
Internationellt framträdde Erik Chambert första gången som konstnär på Surindependenternas salong i Paris 1951. Under 1950-talet och ett par gånger under 1970-talet samt 1980 visade han sina verk på Salon des Réalités nouvelles i Paris. Han bjöds in att ställa ut separat på Galerie Colette Allendy 1957, som vid sidan av Galerie Denise René var en av de viktigaste parisiska skyltfönstren för efterkrigstidens avantgardekonst.
I mitten på 1960-talet gick Erik Chambert från de plana kompositionerna. Han formade reliefer i vitt, svart eller rött papper, i silverpapper eller guldfolie, där han vill skapa spänning genom rumsverkan. Relieferna byggdes in i plexiglaslådor som var ett med konstverket och där Damen med hunden är ett tidigt exempel på denna teknik. Verket gjordes för hand i 100 identiska exemplar och ingick i Konstfrämjandets utställning Multikonst som 1967 visades samtidigt på 100 platser i landet.
Från slutet av 1960-talet och till sin död 1988 laborerade Erik Chambert med genomskinligheter, ljus och ljusbrytningar. Han använde då plexiglas i plattor och stavar, ibland bemålade på ovansidan, för att förstärka motivet. Bo Sylvan kallade i sitt invigningstal till utställningen på Millesgården 1990 de kristallklara plexiglasobjekten för "ljusorglar". Alla plexiglasobjekt med tillhörande lådor är sågade, slipade och sammanfogade för hand av konstnären.
Den konkreta konsten spelade en viktig roll i Erik Chamberts hemstad Norrköping, från 1940-talet och framåt. Museicheferna Aron Borelius, Gösta Lilja, Bo Sylvan och museiintendent Folke Lalander tillhörde där förespråkarna för nonfigurativ konst. Två av Erik Chamberts separatutställningar visades på Norrköpings konstmuseum, 1965 och 1981. Han ställde också ut separat ett par gånger hos Sara Bonnier på Galleri Bleue i Stockholm, och 2009–2010 visade Moderna museet konst och ett fåtal möbler och textilier. Norrköpings konstmuseum anordnade 2015–2016 en stor utställning med hans verk, där möbler och textilier kombinerades med ett 60-tal konstverk.
Erik Chambert har inte tillhört någon konstnärsgrupp. Erik Chambert har betraktats som konkretist, men själv ville Chambert inte kalla sina bilder konkreta; benämningen "geometrisk abstraktion" har även använts. Det fanns ofta en händelse bakom verken, inklusive tankar om livet som i Livets vågskål,1943, Livscykel,1963 eller Ett liv-serien I - X 1980–1982. Upplevelser och synintryck, ofta i samband med de årliga resorna i Europa, har legat som underlag till kompositioner med titlar Hallarna (1964), Pointe du Raz (1967) eller Gibraltar (1980).

## Representation och övrigt
Chamberts möbler finns på Nationalmuseum i Stockholm, Norrköpings stadsmuseum, Möbeldesignmuseet i Stockholm, Östergötlands museum i Linköping, Röhsska museet i Göteborg, Arkitektur och designcentrum (ArkDes) i Stockholm, Nordiska museet i Stockholm.
Chamberts konst finns representerad på Moderna museet i Stockholm, Norrköpings konstmuseum, Linköpings museum, Göteborgs konstmuseum och Kalmar konstmuseum.
Hans tyger och textilskisser finns utställda eller magasinerade på Nationalmuseum i Stockholm, Norrköpings stadsmuseum och Designarkivet i Nybro.
AB Chamberts Möbelfabrik var belägen på Gamla Rådstugugatan, Norrköping. Sedan 2017 finns en ny byggnad på platsen, Magnentus Tower, som utvändigt är klädd med en nytolkning av Chamberts verk i form av ett bladmönster. Huset är ritat av ÅWL Arkitekter.